# Ameiva atrigularis
Ameiva atrigularis là một loài thằn lằn trong họ Teiidae. Loài này được Garman mô tả khoa học đầu tiên năm 1887.